# Teulada
Teulada (in sardo Teulàda) è un comune italiano di 3 168 abitanti della città metropolitana di Cagliari, nella subregione del Sulcis-Iglesiente, in Sardegna.

## Geografia fisica

### Territorio

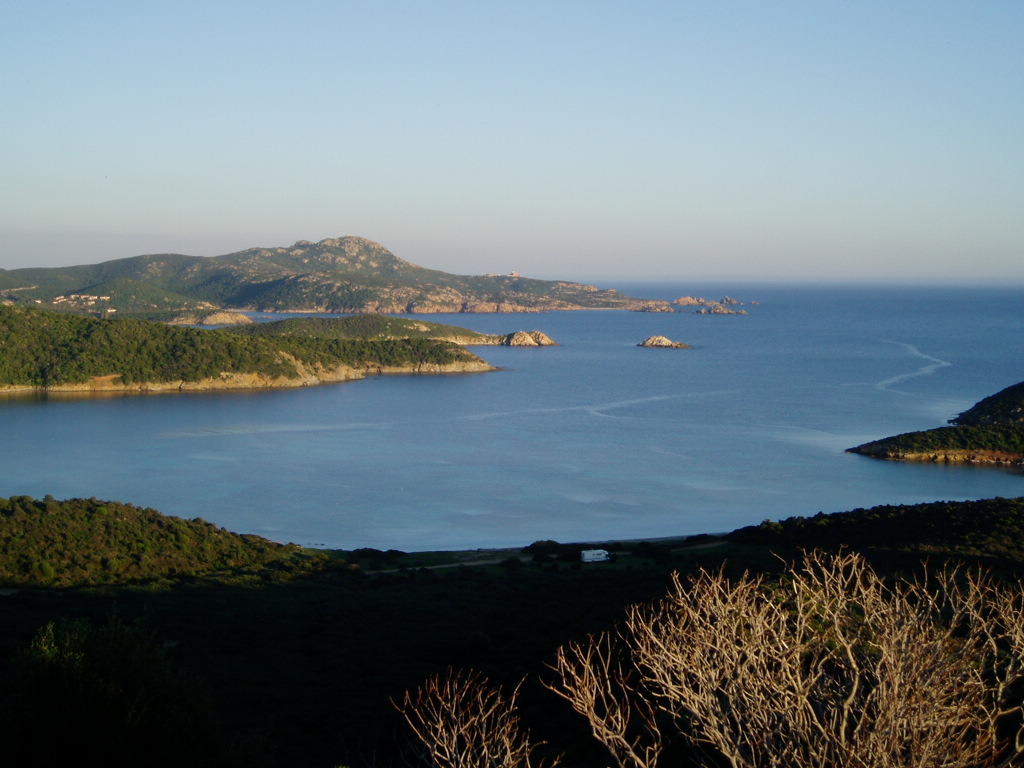
Baia di capo Malfatano

Il comune di Teulada si trova a cavallo tra la costa del sud del Sulcis-Iglesiente e le montagne del Sulcis. La costa frastagliata alterna promontori rocciosi che si tuffano a strapiombo sul mare a insenature dove si trovano calette con sabbia bianchissima e acque cristalline. 
Di notevole interesse paesaggistico e naturalistico sono lo stagno di Malfatano, il capo Malfatano e il capo Teulada, la punta estrema sud della Sardegna. All'interno delle acque del comune vi sono anche l'Isola Rossa e l'isola di Tuerredda. L'interno è caratterizzato da colline e promontori montuosi come punta Sebera. Il territorio è diviso tra pascoli, campagne incolte e boschi (Gutturu Mannu).

### Spiagge
Le principali spiagge del territorio di Teulada sono: Malfatano, Tuerredda, Perdalonga e, all'interno del campo militare NATO di capo Teulada, la spiaggia di Porto Zafferano, a cui si può accedere solo via mare e solo in certi periodi dell'anno.
Altre spiagge importanti per Teulada sono quella di porto Tramatzu, in passato suddivisa in un'area pubblica e una riservata ai militari, e la parte meridionale della spiaggia di Porto Pino che è compresa nella base militare di capo Teulada con le dune di Is Arenas Biancas, dal 2007 visitabili durante il periodo estivo attraverso una strada realizzata all'interno del poligono militare o percorrendo la spiaggia di Porto Pino che appartiene nelle restanti parti al comune di Sant'Anna Arresi. Rientra nel territorio militare anche la spiaggia di S'ottixeddu (detta anche "degli americani"), che viene aperta al pubblico nel periodo estivo. Da segnalare anche Campionna, oltre alle varie calette sparse in tutto il territorio, mentre la spiaggia di Piscinnì è parte di un'enclave mariese in territorio teuladino.

Appartengono al territorio di Teulada gli isolotti di Ferraglione.

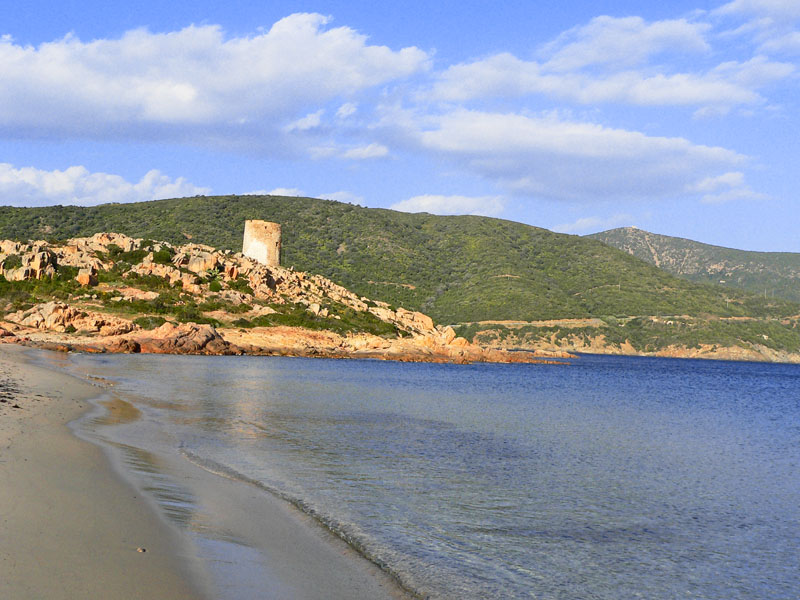
Spiaggia di torre del Budello o di Porto Teulada
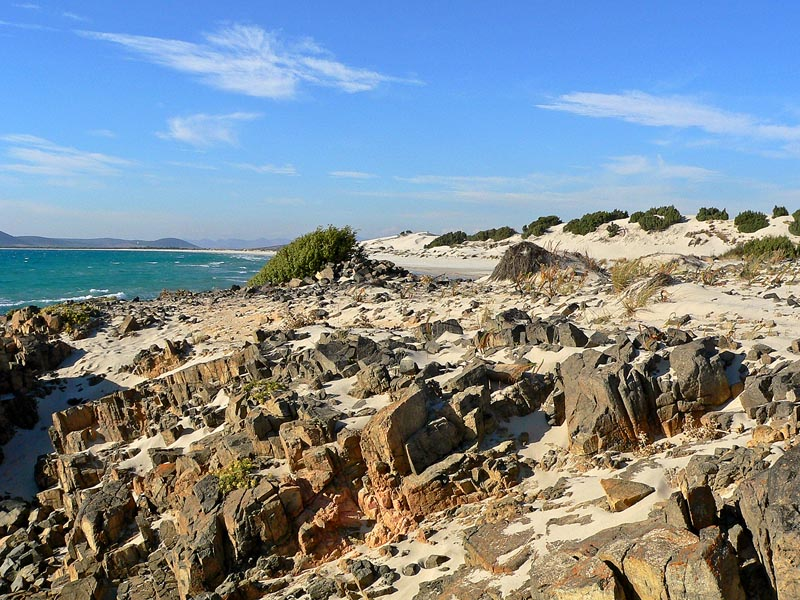
Insenatura di Is Arenas Biancas
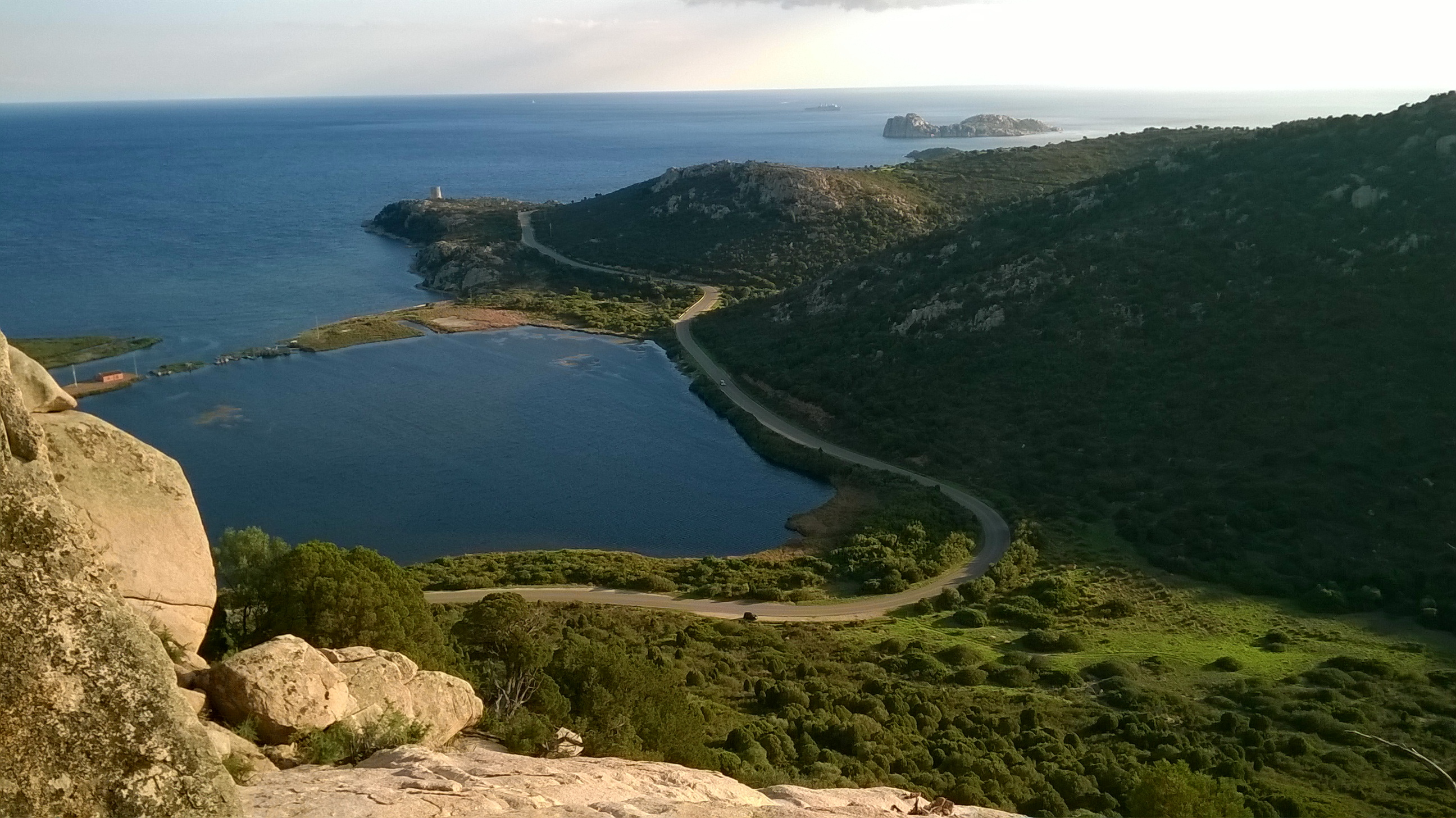
Vista della torre di porto Budello e dell'isola rossa da Monte Aidu.
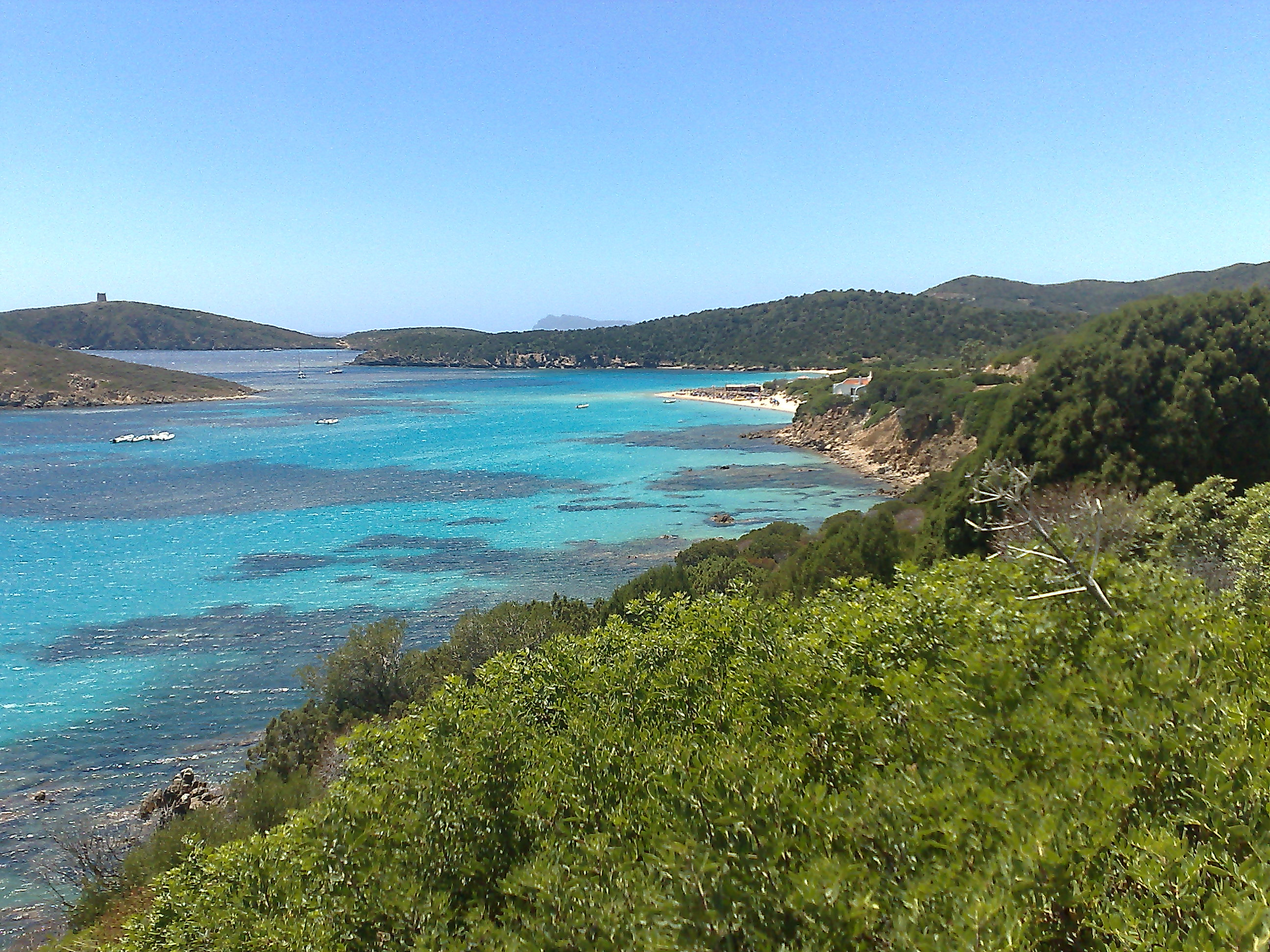
Spiaggia di Tuerredda

## Storia

### Preistoria e storia antica
Il territorio di Teulada è frequentato dall'uomo fin dagli albori dell'epoca nuragica (cultura di Bonnanaro), come sembrano testimoniare i molti nuraghi sparsi un po' in tutto il territorio comunale, e i resti di una fortificazione sull'Isola Rossa. I fenici e i punici più tardi si stabilirono sulla costa come testimoniato dai resti del tophet punico a Malfatano, nell'isolotto davanti a Tuerredda e il porto di Melqart (ora sommerso), sempre a Malfatano.
La prima ubicazione dell'abitato va ipotizzata alle spalle dell'antico Kersonesus (Chersonesum Promontorium), ovvero l'istmo dell'odierno capo Teulada, dove sembra sia esistito un insediamento militare romano a presidio delle due baie di cala Piombo e porto Zafferano. È probabile che tale ubicazione sia resistita fino all'epoca romana, quando il paese prende il nome di Tegula, che probabilmente documenta la produzione di terracotta in epoca romana, attestata tra l'altro dalla recente scoperta di una fornace in prossimità di Tuerredda. 

### Storia medievale e moderna
Nel Medioevo Teulada, rifondata nei pressi della chiesa di Sant'Isidoro, nella piana di Tuerra, in una zona più interna, entrò a far parte del giudicato di Cagliari, nella curatoria del Sulcis, rimanendo nella sua sfera di influenza politica e culturale fino alla metà del XIII secolo, quanto il territorio fu assegnato ai della Gherardesca e in particolare al conte Ugolino e agli eredi. Finì poi per essere occupato dalla Repubblica di Pisa. Dal 1355 la villa fu inglobata nel Regno aragonese di Sardegna e concessa in feudo a Bartolomeo Ces-Pujades. Quando gli aragonesi convocarono a Cagliari il primo parlamento sardo, nel 1355, anche Teulada vi inviò i propri rappresentanti.

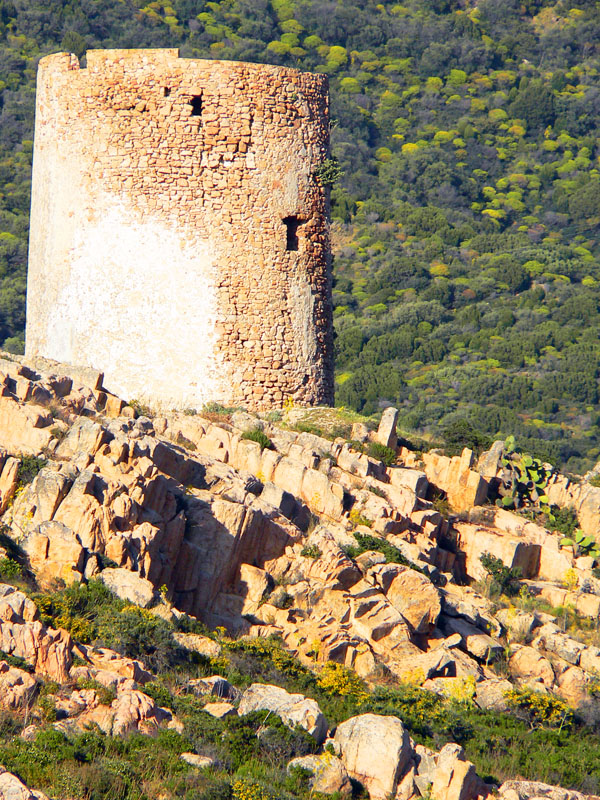
Torre del Budello

A causa delle incursioni barbaresche dal mare e delle epidemie, il paese si spopolò ma venne rifondato ancora una volta nel Seicento in una zona ancora più interna, dove esistevano alcune case nate intorno alla chiesa campestre di San Francesco, e dove attualmente si trova il paese. Proprio a causa delle scorrerie dei pirati vengono costruite lungo tutta la costa del golfo di Teulada, così come in tutta la Sardegna, delle torri costiere di avvistamento, ancora oggi esistenti ma non visitabili (tranne in piccola parte quella del Budello). Sono le torri di Malfatano, Piscinnì, Porto Budello, Porto Scudo e Cala Piombo. Nel 1568 il paese formò una baronia, concessa in feudo ad Antonio Catalan; successivamente, per vie matrimoniali, la signoria passò ai Sanjust, ai quali venne riscattata nel 1839 con l'abolizione del sistema feudale, per cui divenne un comune amministrato da un sindaco e da un consiglio comunale. L'ultimo feudatario fu don Carlo Sanjust Amat.

### Storia contemporanea
Nell'Ottocento e nel primo Novecento l'economia del paese è essenzialmente agricola, e molta è la manodopera che servirà le miniere del Sulcis.
Nel corso della seconda guerra mondiale, nelle acque a sud della costa, avvenne la battaglia di capo Teulada tra la flotta britannica e quella italiana, finita senza vincitori e una delle ultime battaglie navali del Mediterraneo.
Dopo le guerre mondiali, il paese raggiunge il picco massimo degli abitanti, ma poi la fortissima emigrazione lo spopola fino agli attuali 4.000.
Negli anni cinquanta 7.500 ettari del comune vengono espropriati per cederli alla base militare NATO, da cui deriva una lunga querelle con il Comune di Teulada perché secondo alcuni la base NATO impedirebbe al paese di sfruttare economicamente la parte migliore della costa.
Oggi Teulada è un paese che cerca non senza difficoltà di uscire dalla crisi e lo fa attraverso il turismo di qualità e non di massa, al binomio mare-montagna e alla splendida costa del sud.
Ai sensi della Legge Regionale n. 9 del 12 luglio 2001, che ha previsto l'istituzione delle nuove province sarde, il comune di Teulada avrebbe dovuto essere aggregato alla neonata provincia di Carbonia-Iglesias; con successiva Legge Regionale n. 10 del 13 ottobre 2003 si stabilì invece che restasse in quella di Cagliari, di cui fece parte fino alla successiva riforma del 2016.

## Monumenti e luoghi d'interesse

### Architetture religiose

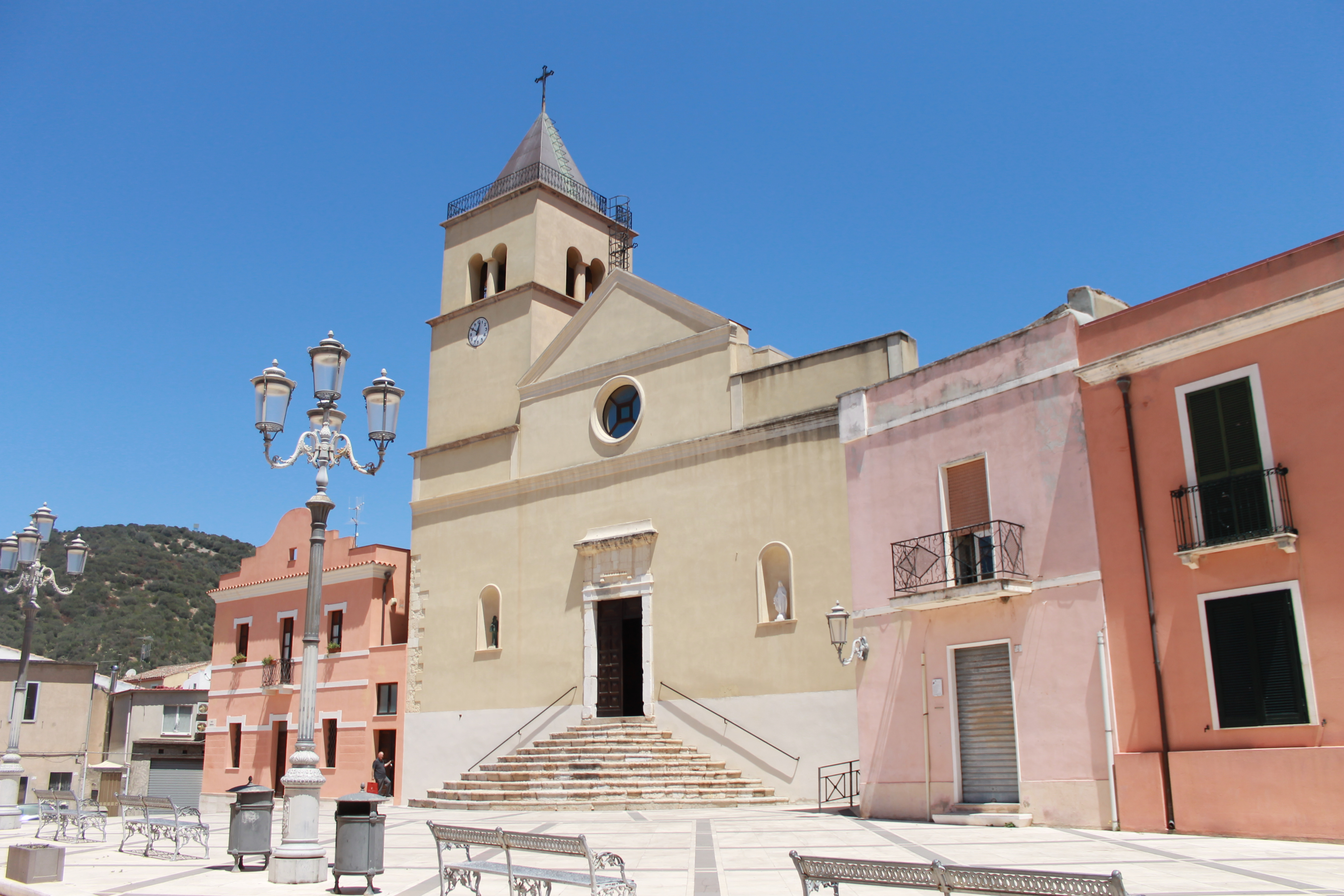
Chiesa della Vergine del Carmine e piazzale di chiesa

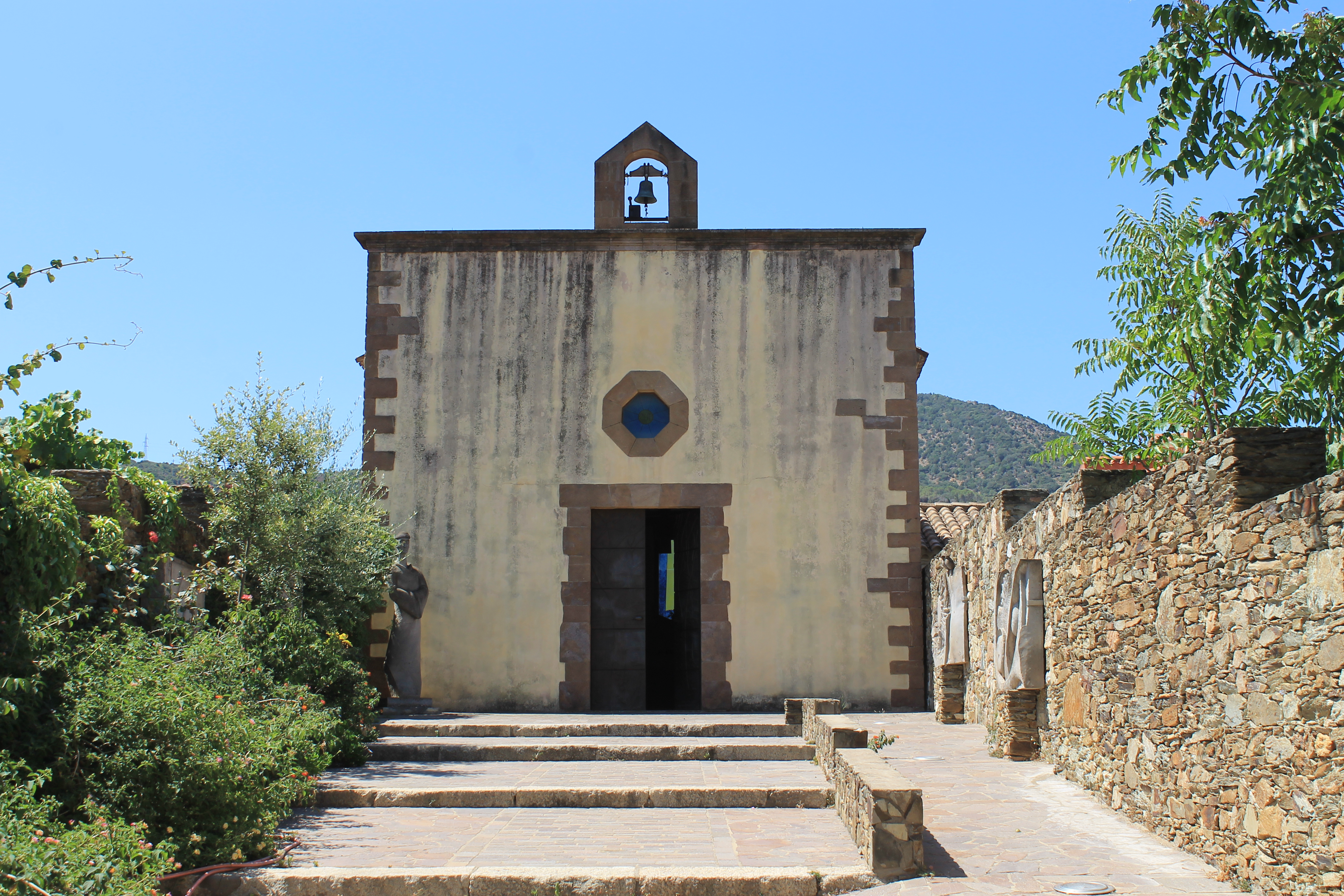
Chiesa di San Francesco a Teulada

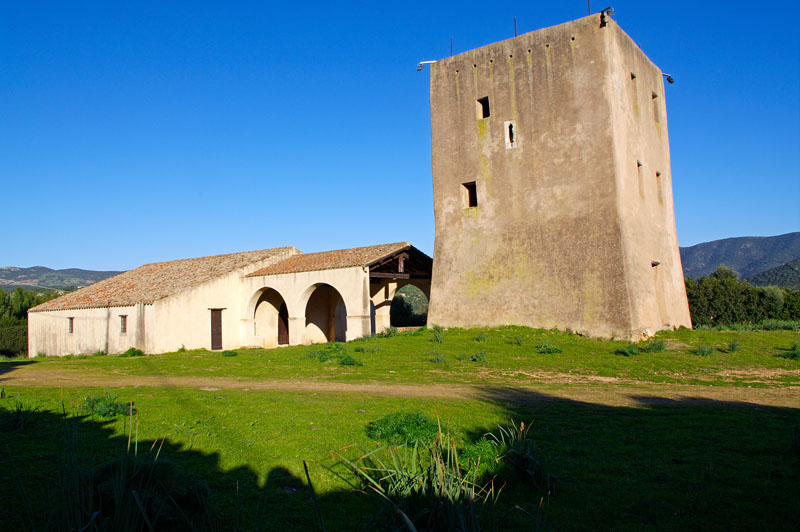
Chiesa e torre di Sant'Isidoro

Fra gli edifici più rappresentativi della cittadina va segnalata la chiesa campestre di Sant'Isidoro del XVII secolo con l'omonima torre che sorge dove era anticamente situato il paese. Di rilievo anche la chiesetta di San Francesco, nel centro urbano, risalente alla prima metà del XVIII secolo, e la chiesa costruita a metà del Seicento della Beata Vergine del Carmelo (su Crammu in sardo campidanese) patrona del paese.

### Architetture civili
Di rilievo è presente l'ex casa baronale Sanjust (feudatari del territorio di Teulada), risalente ai primi anni del Seicento.

### Architetture militari

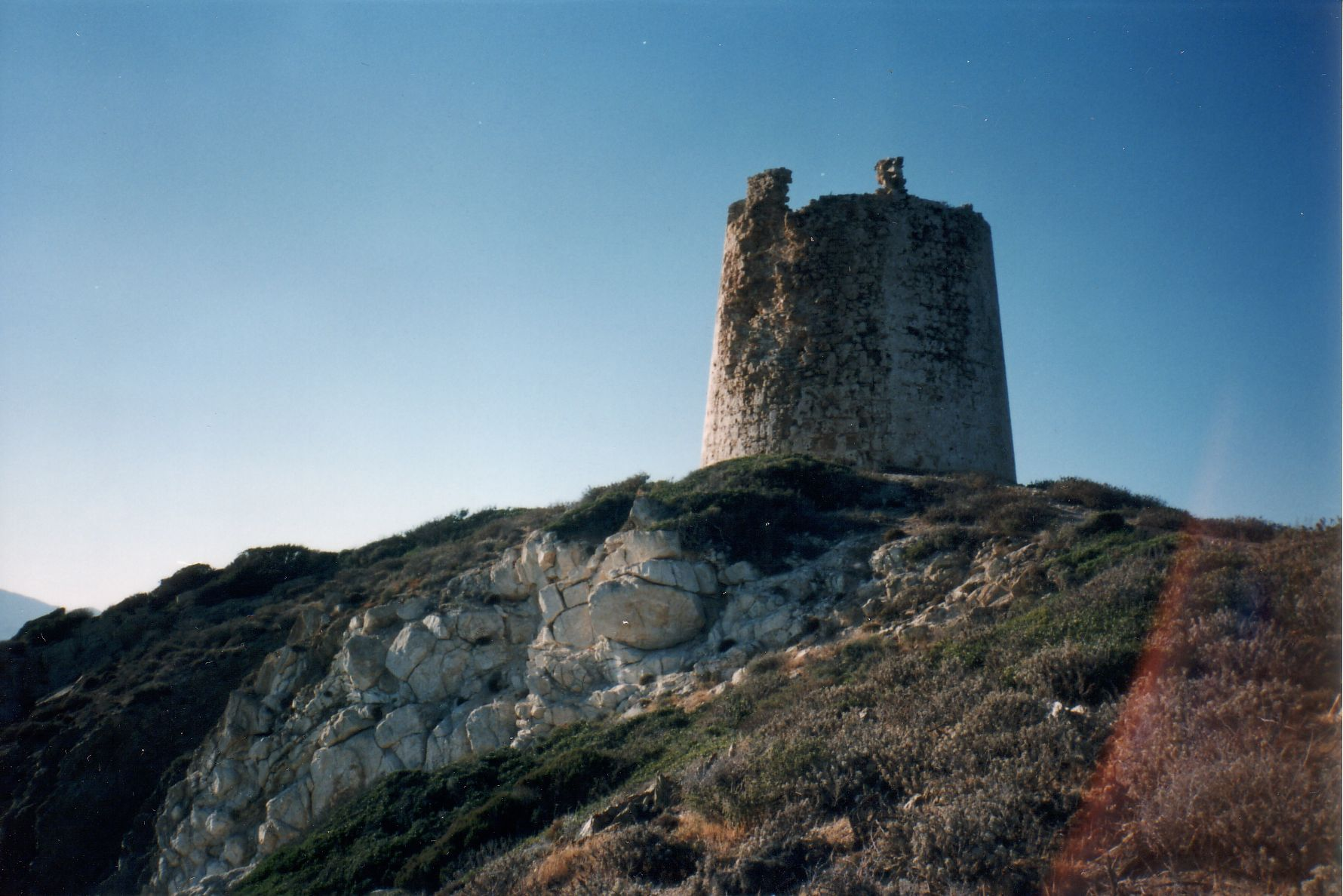
La torre di Capo Malfatano

Tra le architetture più imponenti vi è la torre del Budello, fatta costruire dal mercante Pietro Porta nel 1601 sul promontorio che domina la stretta insenatura di Porto Budello, per controllarne l'ingresso e difendere la peschiera di Teulada, situata nel bacino interno. L'imponente edificio, alto circa 12 metri e con una circonferenza alla base di ben 33 metri, presenta una camera interna sormontata da una cupola, sostenuta da una larga colonna centrale, ed è munita di camino, lucernario e due feritoie. Una porta interna immette alla scala che porta sul terrazzo.
Di importante rilievo è la torre di Sant'Isidoro prospiciente l'omonima chiesa di Sant'Isidoro in località Tuerra. Questa torre a pianta quadrata fu costruita dai bizantini e probabilmente servì come primo avamposto per la segnalazione delle invasioni saracene data la sua posizione privilegiata a monte della piana di Tuerra.

### Monumenti scultorei
Di notevole interesse la presenza di decine di sculture in marmo e granito in tutte le piazze e gli incroci del paese e nelle frazioni limitrofe, frutto della rassegna Incontro internazionale di Scultura su pietra che si svolgeva in paese dagli anni ottanta fino ai primi anni del nuovo millennio. Tra queste rientrano anche i bassorilievi della via Crucis (in un percorso antiorario per le vie intorno alla Chiesa della Madonna del Carmine, in ordine: via XI febbraio, via Lamarmora, via Vittorio Emanuele, via Umberto I), oltre a quelli dedicati a San Francesco, fuori dall'omonima chiesa.

### Nuraghi

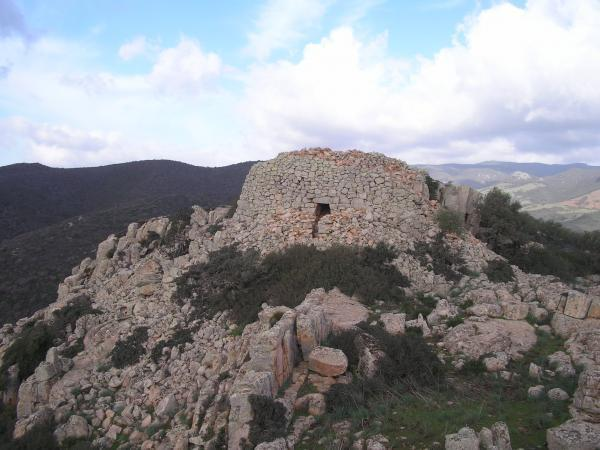
Nuraghe Sa Perdaia

Nel territorio di Teulada sono presenti circa 70 nuraghi e diverse domus de janas a dimostrazione di come l'area fosse un centro d'interesse per la civiltà nuragica. Tra tutti il più significativo è il nuraghe Sa Perdaia, costruito sul rilievo roccioso collinare a seguire il profilo della altura, a mo' di muraglia.

### Miniere
Nel territorio del comune di Teulada sono presenti le seguenti miniere dismesse:
- miniera di Guardia Manna (spuntone limonitico).
- miniera di monte Lapanu.
- miniera di Morettu.
- miniera di Medau Piras (piccola mineralizzazione a galena e blenda).
- miniera di Nuraxi de Mesu (filone quarzoso ad ossidati di rame con tracce di galena, coltivato da piccoli scavi e pozzetti, ubicato a sud-est di Teulada).
- miniera di Rocca Maistu (giacimento di galena e blenda).
- miniera di San Michele.
- miniera di Santa Lucia.
- miniera di Sa Palma.

Esplorazioni minerarie:
- Argiola Narboni Mannu.
- Is Argenteras.
- Sa Marigosa de Susu.
- Permesso di ricerca "Costa Peppi Melis".

## Società

### Evoluzione demografica
Abitanti censiti

### Lingue e dialetti
La variante del sardo parlata a Teulada è il campidanese comune.

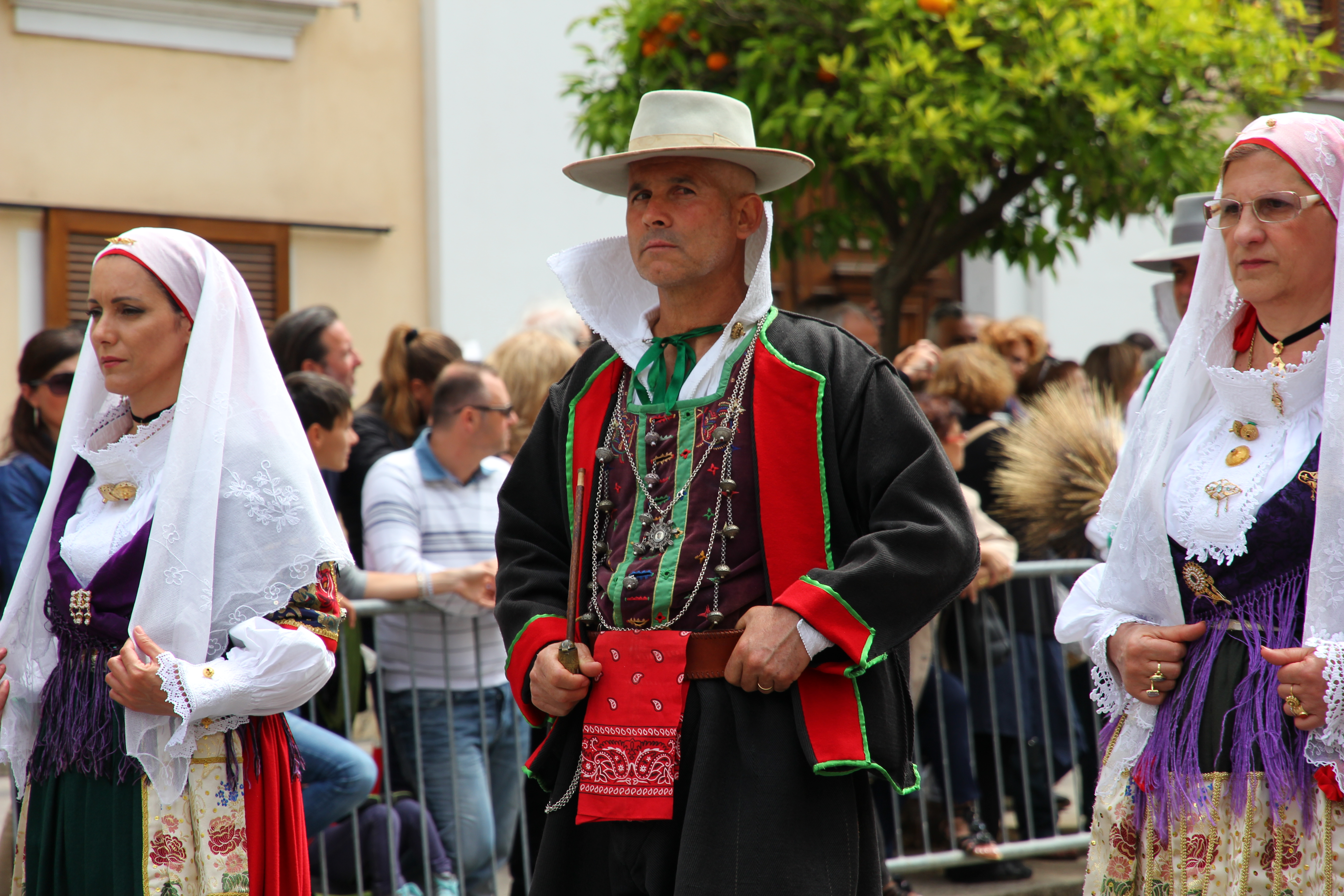
Abiti tradizionali

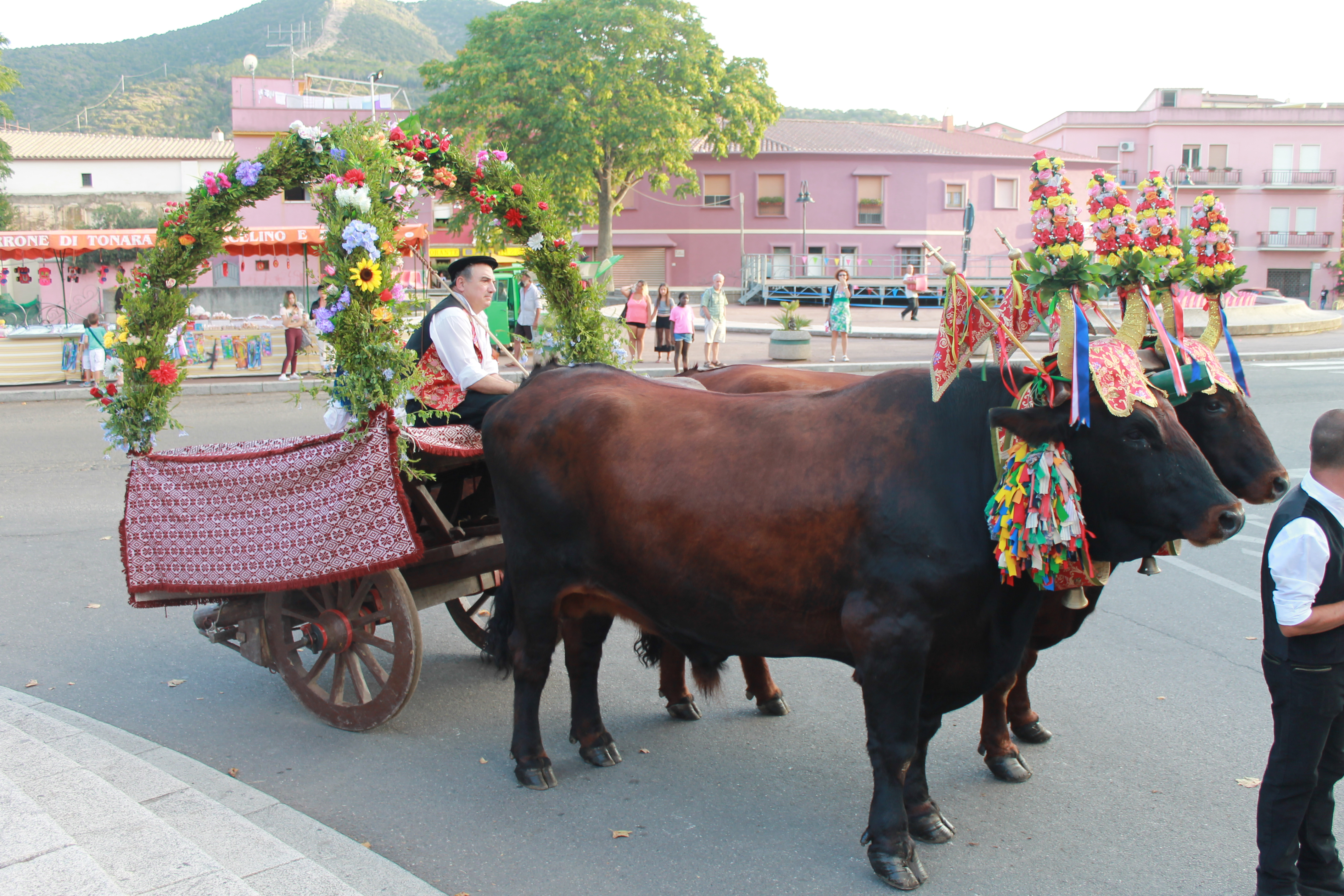
Sa tracca in occasione della festa patronale il 16 luglio

### Tradizioni e folclore
Anche a Teulada le festività religiose coinvolgono tuttora la vasta partecipazione popolare. La massa dei fedeli segue nelle varie occasioni del calendario liturgico cattolico, sui quali si instaurano elementi devozionali tipici come il gruppo de "Is cunfradas", la "confraternita" laica teuladina, che trasporta i vari simulacri;  da portatori e portatrici di vessilli e stendardi dei santi,  "Cattas" (letteralmente "carte", "immagini"), spesso accompagnati dal gruppo folk della Pro Loco, da altri gruppi in costume tradizionale, o da semplici partecipanti che singolarmente vestono l'abito antico. A questi si aggiungono omologhi di altri paesi sardi, più o meno numerosi in base alla rilevanza data alla festività.

#### Sant'Isidoro
Pur non essendo il patrono del paese, è a Sant'Isidoro Agricoltore che i teuladini riservano una più sentita reverenza. Al protettore dei contadini - fatto che rispecchia l'antica economia agricola del paese e una passata influenza iberica - vengono dedicate infatti processioni durante due periodi dell'anno corrispondenti ai momenti del raccolto e della semina (giugno e settembre), oggi celebrati a maggio e ad agosto. In entrambi i periodi la processione parte da Teulada per raggiungere la chiesa di Sant'Isidoro, situata presso la località di Tuerra, fertile pianura (in un contesto - quello teuladino - prevalentemente collinare) in cui era situato il paese prima del ripopolamento seicentesco. In un secondo momento la statua del santo viene riportata in paese, trasportata da carro per buoi adornato a festa. Essendo questa la festività più sentita è naturale la partecipazione di numerosi paesi da tutta la Sardegna, che con i differenti costumi tradizionali contribuiscono a rendere in particolare l'appuntamento di agosto una occasione per ritrovare un fenomeno di interesse locale anche dal punto di vista del folklore.

#### Festa patronale
La processione dedicata al patrono, ovvero la Beata Vergine del Carmelo (Su Cramu), si svolge il 16 luglio e attraversa il paese in un lungo percorso, a cui partecipano ugualmente vari gruppi folk, pur in misura decisamente minore rispetto a Sant'Isidoro.

#### Settimana santa
Un notevole significato culturale lo ricopre anche la settimana santa, "Cida Santa", con le varie processioni del Giovedì Santo, la Via Crucis del Venerdì Santo, e "Su scravamentu", la sera del Venerdì (ovvero la deposizione di Cristo dalla croce), per poi concludere con S'incontru la domenica di Pasqua. Quest'ultimo evento vede una doppia processione partire da due punti differenti del paese, per poi incontrarsi al centro del paese (in via Cagliari, tra piazza Fontana e piazza Mazzini), una (quella che parte dalla Chiesa della B.V. del Carmelo) con la statua della madonna, (velata di nero a simboleggiare il lutto), l'altra (quella che parte dalla parrocchia di San Giovanni Battista) con la statua del Cristo risorto. Una volta ricongiunte le due compagini , alcuni membri de 'is cunfradas' che sorreggono le due statue svolgono dei movimenti, per consentire che la statua del Cristo Risorto levi il velo luttuale della Madonna. Seguono varie manifestazioni di giubilo come spari in lontananza e i rintocchi a festa dalla parrocchiale del Carmine - verso cui è diretta la processione - e la liberazione di colombe; infine i fedeli partecipano alla S. Messa.

## Cultura

### Arte
Nella prima metà del Novecento, i maggiori artisti sardi (tra cui Cesare Cabras, Giuseppe Biasi, Mario Mossa de Murtas, Tarquinio Sini ed Edina Altara) raffigurarono nelle proprie opere Teulada nei suoi vari aspetti: urbanistico, sociale, agro-pastorale, religioso, ecc.

## Geografia antropica

### Frazioni
Le principali frazioni incluse nel territorio del comune sono: Cantoniera Nuraxi de Mesu, Casa de Foxi, Genniomus, Gutturu Saidu, Gutturu Sporta, Is Carillus, Masoni de Susu, Perdaiola, Sa Canna, Sa Portedda, Su de Is Seis, Su Fonnesu, Su Rai.

## Infrastrutture e trasporti

### Porti

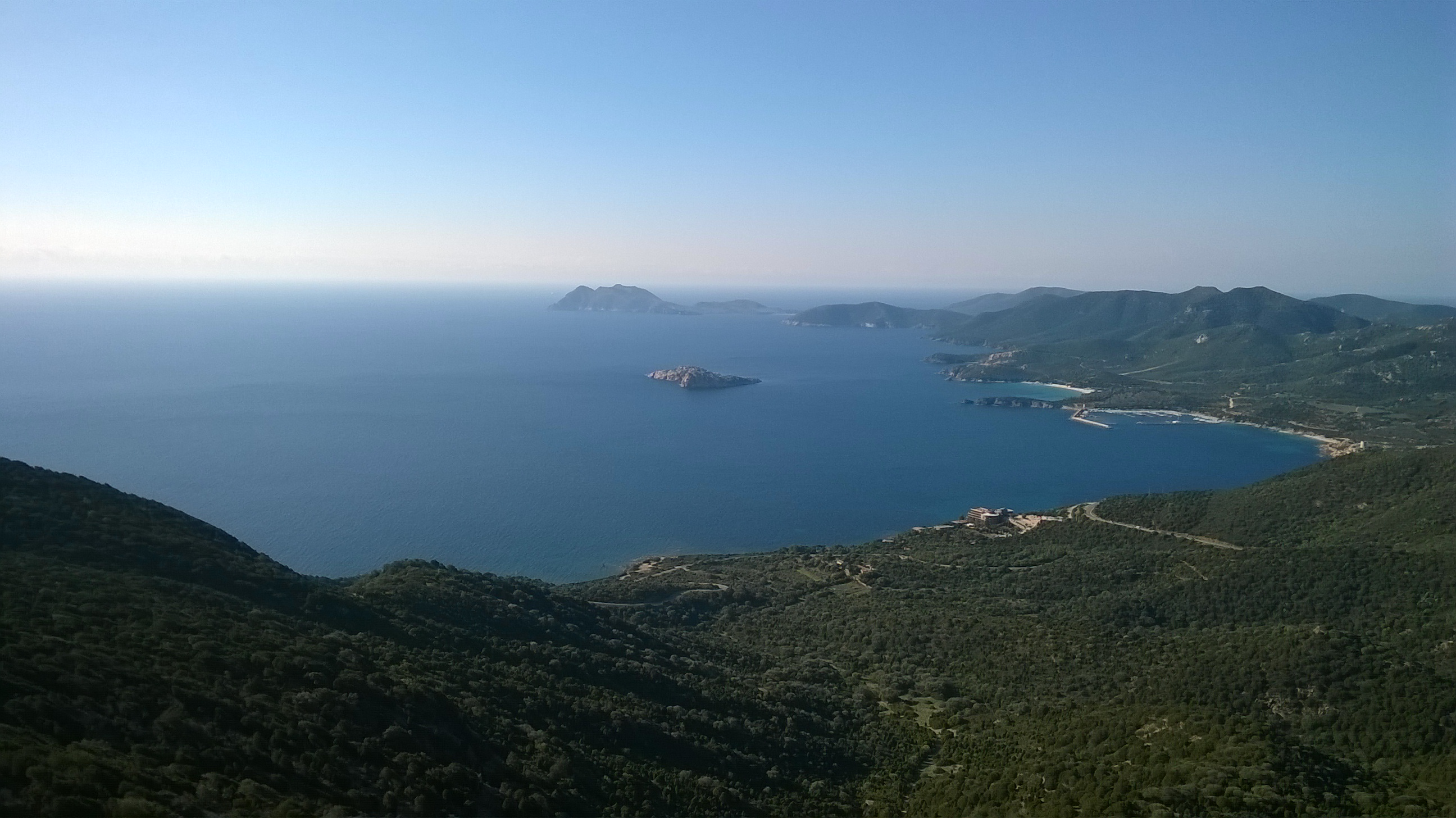
Vista parziale del golfo di Teulada dalla località Pranedda

È presente un porto turistico. Costruito a partire dal 1956, doveva servire nelle intenzioni dei costruttori a proseguire l'attività di cabotaggio costiero dei prodotti agricoli che invece presero la via dei trasporti di terra, rendendo inutile la rovina di spiagge e scogliere nonché l'apertura di cave di granito per estrazione di massi. Il porto torna a essere utile oggi, con nuovi finanziamenti, come approdo per il diporto nautico, ultima base verso la Tunisia.

## Amministrazione
| Periodo        | Periodo        | Primo cittadino | Partito                         | Carica  | Note   |
| -------------- | -------------- | --------------- | ------------------------------- | ------- | ------ |
| 10 giugno 2018 | 29 maggio 2023 | Daniele Serra   | Lista civica "Teulada in testa" | Sindaco | [ 12 ] |
| 29 maggio 2023 | in carica      | Angelo Milia    | Lista civica "Si amo Teulada"   | Sindaco | [ 13 ] |

### Gemellaggi
- Teulada

## Sport

### Calcio
Il campo comunale "Antonello Toro" è condiviso storicamente dalle due squadre di calcio del paese: l'S.S.D. Teulada, che milita nel girone B sardo di Seconda Categoria, e il Teulada Calcio, che milita nel campionato UISP.